# Osebol

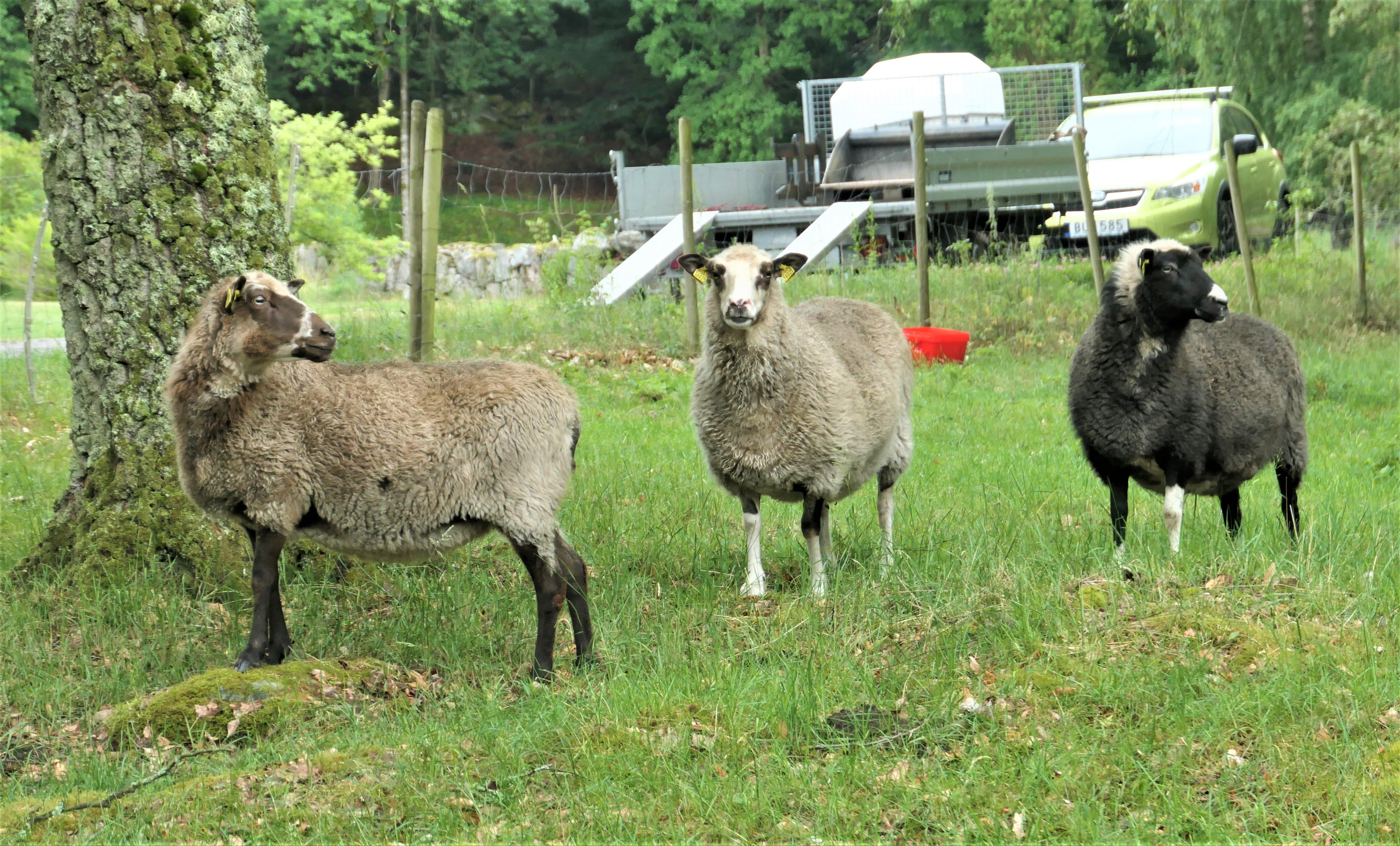
Värmlandsfåret är en svensk lantras, som härstammar från Osebol.

Osebol är en bebyggelse söder om Stöllet i Norra Ny socken i Torsby kommun i norra Värmland. Den ligger på Klarälvens västra sida medan Stöllet ligger på den östra. Namnet finns belagt från 1503. Förledet är sannolikt ursprungligen en genitivform av kvinnonamnet Åsa och efterledet -bol, som betyder boställe, är vanligt i norra och västra Värmland.
Den svenska lantrasen värmlandsfår härstammar från en fårbesättning i Osebol, i närheten av Stöllet.
Osebol är också titeln på en bok av Marit Kapla baserad på intervjuer med boende på orten. Boken ledde till att författaren tilldelades Augustpriset 2019 för Årets svenska skönlitterära bok.
Den tyska författaren Alfred Andersch skrev ett dikt "Ort im Waldmeer" (1977) som omhandlar bebyggelsen.